# Malooru, Shikarpur
Malooru là một làng thuộc tehsil Shikarpur, huyện Shimoga, bang Karnataka, Ấn Độ.